# Cherry County

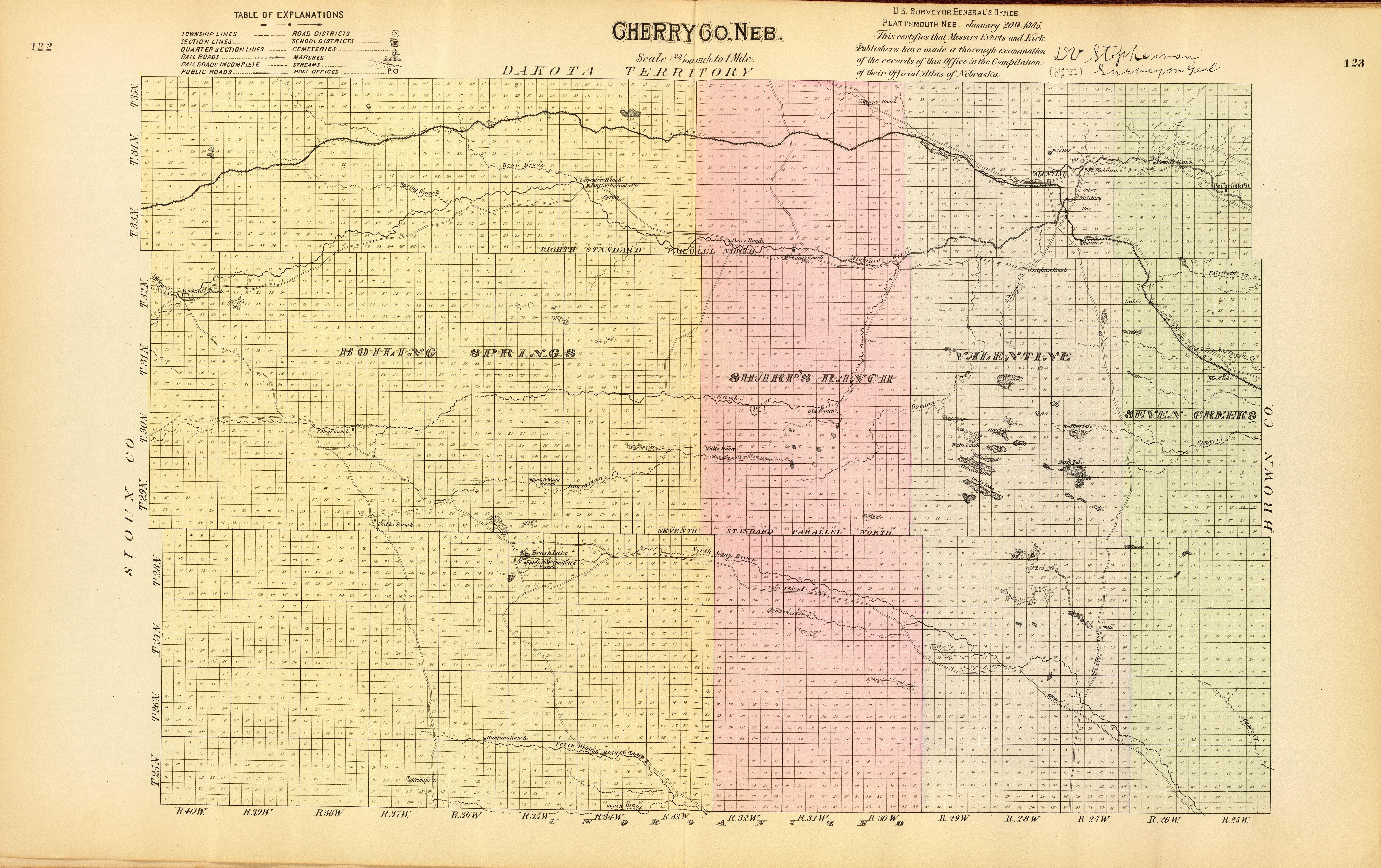
Karte von 1885, mit Gliederung in:
- Boiling Springs
- Sharp's Ranch
- Valentine
- Seven Creeks

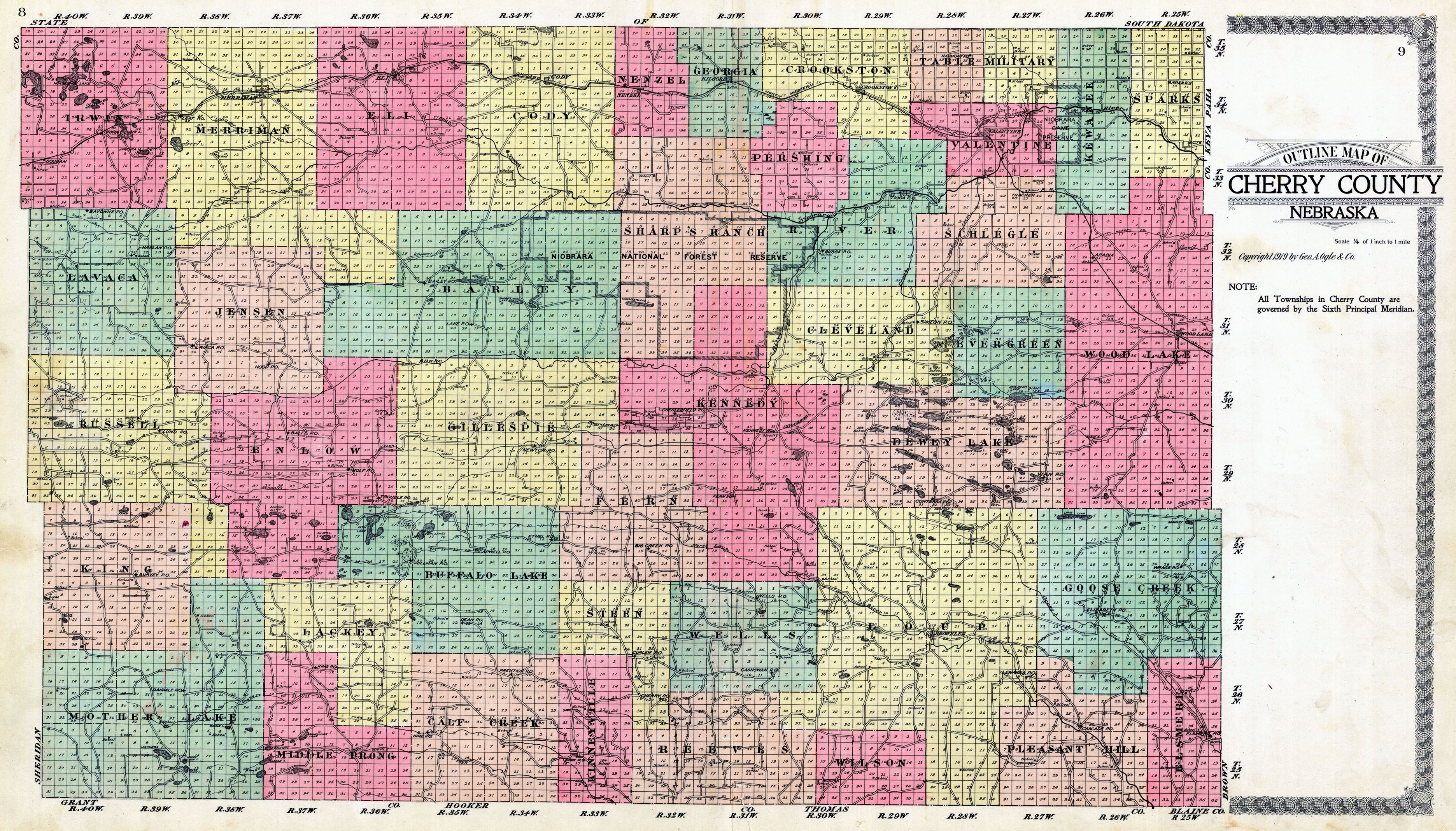
Karte von 1919, mit Gliederung in precincts

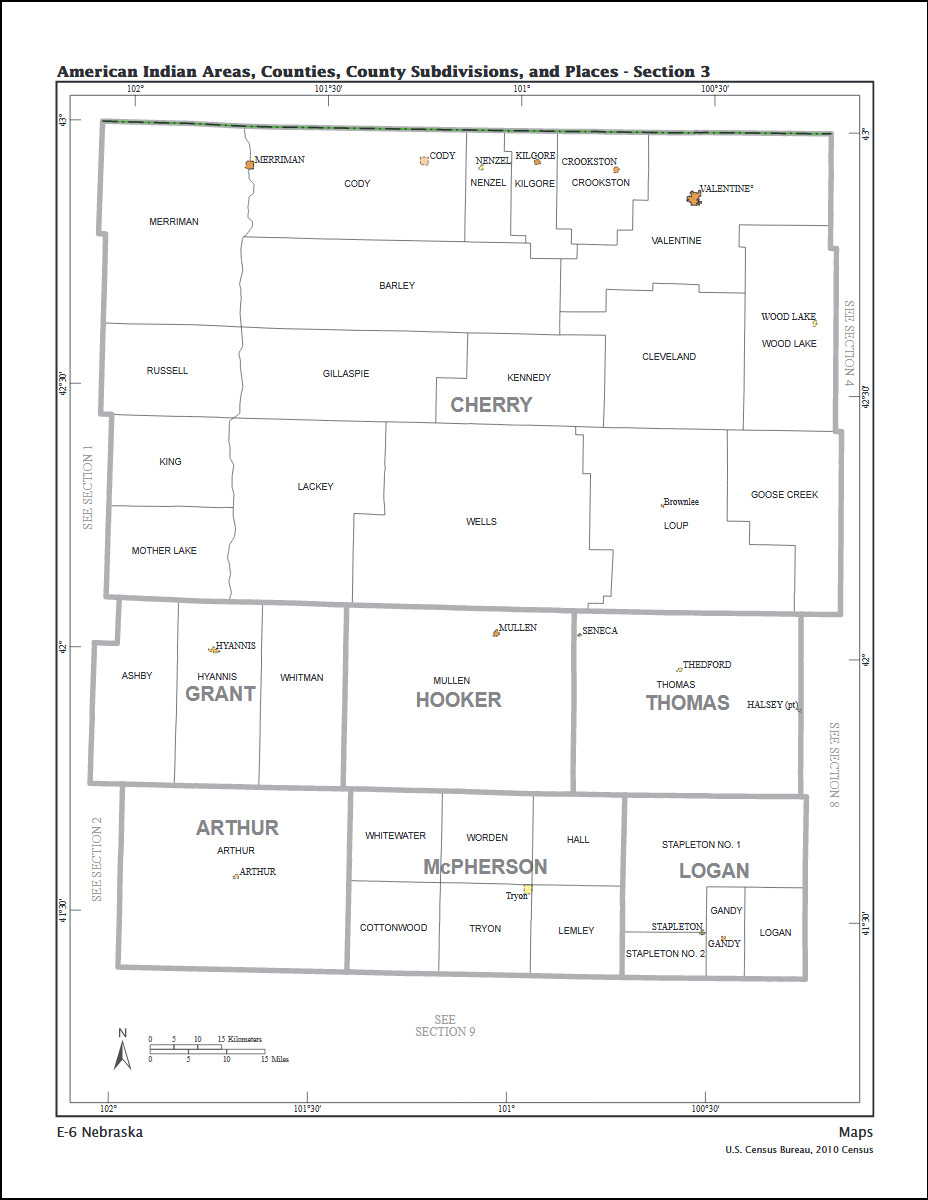
precincts von 2010 (Cherry County im oberen Teil der Karte)

Das Cherry County ist ein County im US-Bundesstaat Nebraska. Der Verwaltungssitz (County Seat) ist Valentine, das nach Edward K. Valentine benannt wurde, einem Mitglied im US-Kongress.

## Geographie
Das County ist bei weitem das flächenmäßig größte in Nebraska und gehört zu den fünf am dünnsten besiedelten Countys. Es liegt im Nordwesten von Nebraska, an der Grenze zu South Dakota und hat eine Fläche von 15.565 Quadratkilometern, wovon 127 Quadratkilometer Wasserfläche sind. An das Cherry County grenzen folgende Countys:
| Oglala Lakota County (South Dakota) | Bennett County (South Dakota), Todd County (South Dakota) | Tripp County (South Dakota)    |
| Sheridan County                     |                                                           | Keya Paha County, Brown County |
| Grant County                        | Hooker County, Thomas County                              | Blaine County                  |

## Geschichte
Das Cherry County wurde 1883 auf ehemaligem Indianerland gebildet. Benannt wurde es nach Samuel A. Cherry, einem Leutnant der US-Kavallerie.
Zwölf Bauwerke und Stätten des Countys sind im National Register of Historic Places eingetragen (Stand 10. Februar 2018).

## Demografische Daten

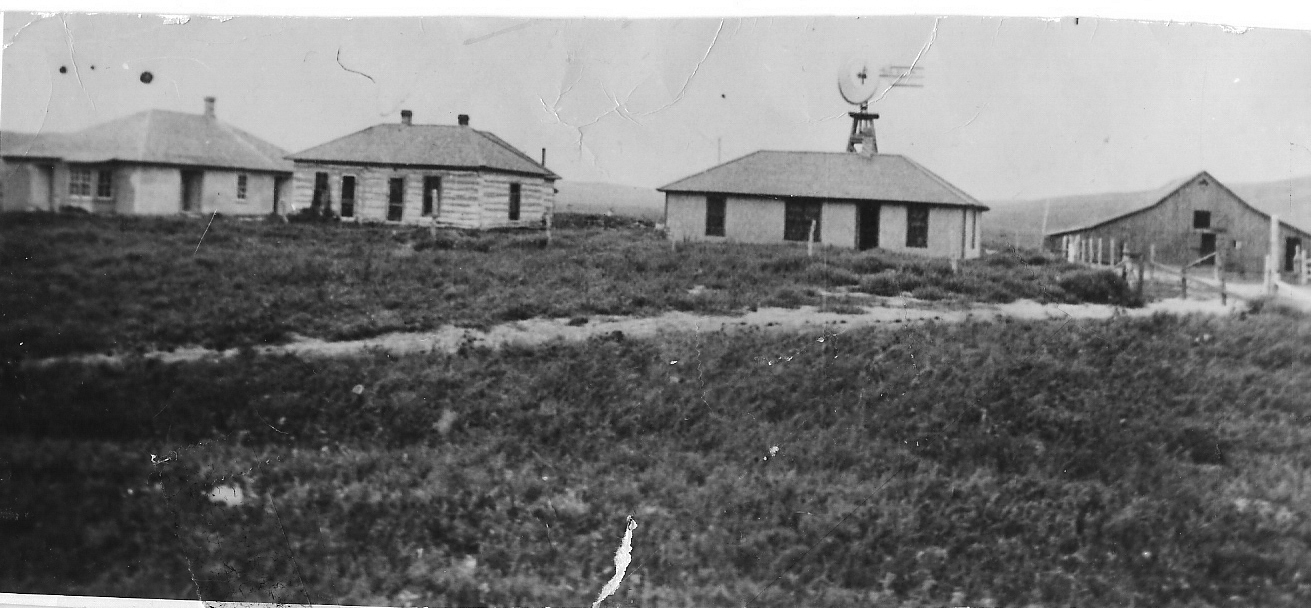
Spade Ranch, gelistet im NRHP

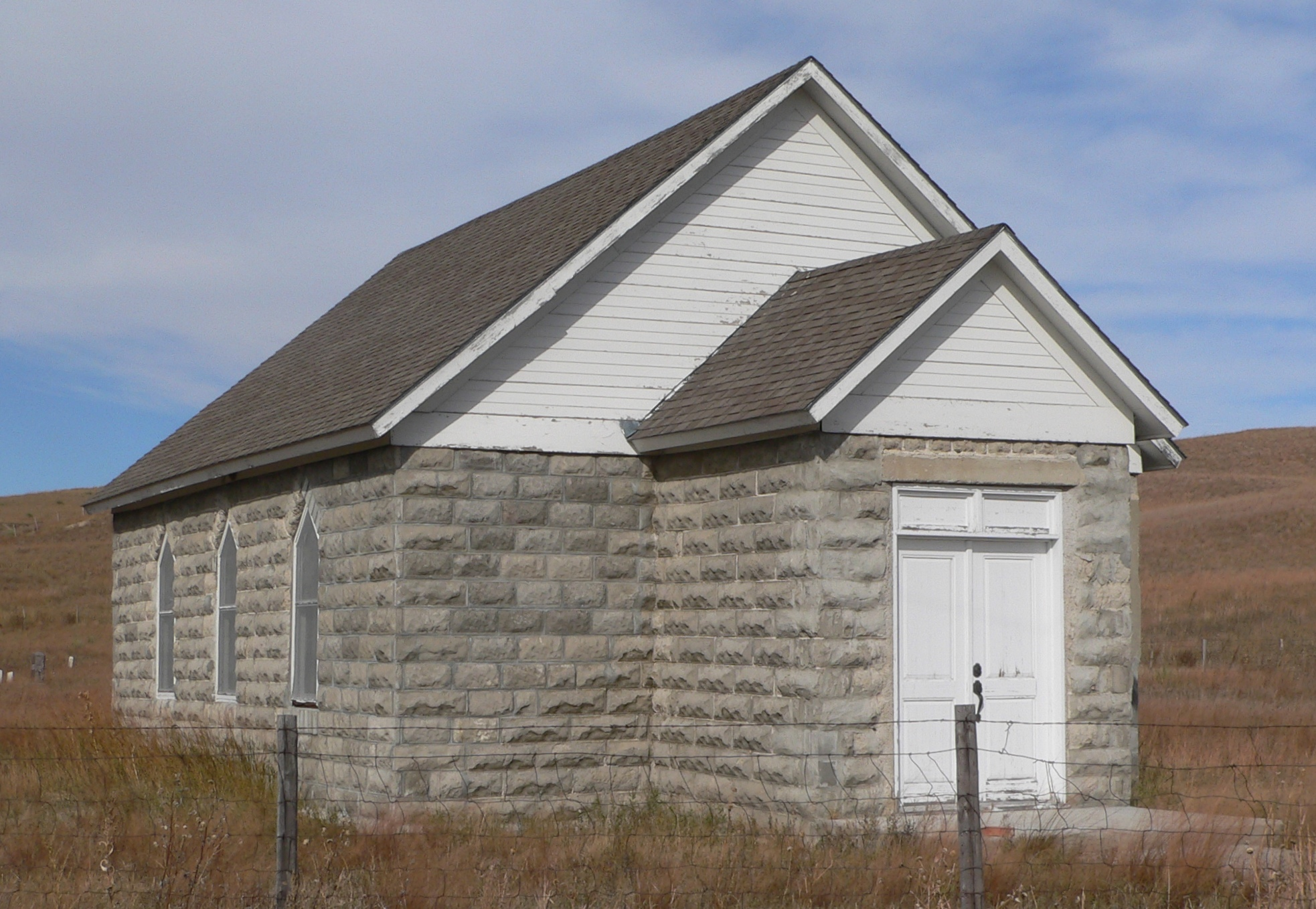
Dry Valley Church and Cemetery, gelistet im NRHP

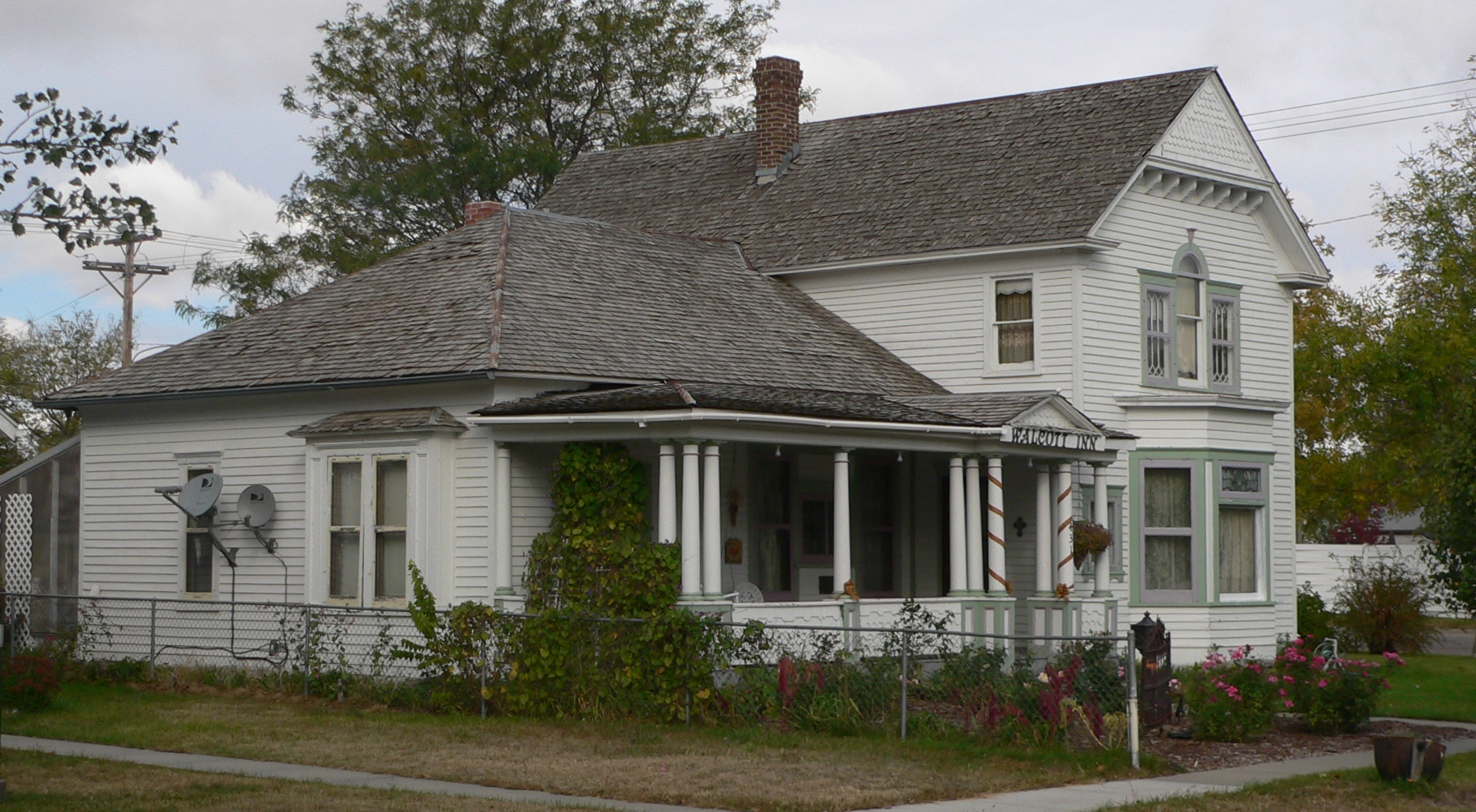
F. M. Walcott House, gelistet im NRHP

Nach der Volkszählung im Jahr 2000 lebten im Cherry County 6148 Menschen in 2508 Haushalten und 1710 Familien. Die Bevölkerungsdichte betrug 0,39 Einwohner pro Quadratkilometer. Ethnisch betrachtet setzte sich die Bevölkerung zusammen aus 94,19 Prozent Weißen, 0,07 Prozent Afroamerikanern, 3,25 Prozent amerikanischen Ureinwohnern, 0,42 Prozent Asiaten, 0,02 Prozent Bewohnern aus dem pazifischen Inselraum und 0,33 Prozent aus anderen ethnischen Gruppen; 1,72 Prozent stammten von zwei oder mehr Ethnien ab. 0,93 Prozent der Bevölkerung waren spanischer oder lateinamerikanischer Abstammung, die verschiedenen der genannten Gruppen angehörten.
Von den 2508 Haushalten hatten 31,7 Prozent Kinder und Jugendliche unter 18 Jahren, die bei ihnen lebten. 57,9 Prozent waren verheiratete, zusammenlebende Paare, 6,9 Prozent waren allein erziehende Mütter, 31,8 Prozent waren keine Familien, 28,9 Prozent waren Singlehaushalte und in 12,7 Prozent lebten Menschen im Alter von 65 Jahren oder darüber. Die Durchschnittshaushaltsgröße lag bei 2,42 und die durchschnittliche Familiengröße bei 2,98 Personen.
Auf das gesamte County bezogen setzte sich die Bevölkerung zusammen aus 27,0 Prozent Einwohnern unter 18 Jahren, 6,2 Prozent zwischen 18 und 24 Jahren, 25,5 Prozent zwischen 25 und 44 Jahren, 24,0 Prozent zwischen 45 und 64 Jahren und 17,3 Prozent waren 65 Jahre alt oder darüber. Das Durchschnittsalter betrug 39 Jahre. Auf 100 weibliche kamen statistisch 98,8 männliche Personen. Auf 100 Frauen im Alter von 18 Jahren oder darüber kamen statistisch 93,6 Männer.

Das jährliche Durchschnittseinkommen eines Haushalts betrug 29.268 USD, das Durchschnittseinkommen der Familien betrug 36.500 USD. Männer hatten ein Durchschnittseinkommen von 23.705 USD, Frauen 17.277 USD. Das Pro-Kopf-Einkommen betrug 15.943 USD. 9,6 Prozent der Familien und 12,3 Prozent der Bevölkerung lebten unterhalb der Armutsgrenze. Davon waren 13,4 Prozent Kinder oder Jugendliche unter 18 Jahren und 14,2 Prozent waren Menschen über 65 Jahre.

## Städte und Gemeinden
City
- Valentine

Villages
| - Cody - Crookston - Kilgore | - Merriman - Nenzel - Wood Lake |

Unincorporated Communitys
- Brownlee
- DeWitty
- Elsmere
- Sparks

weitere Orte
- Arabia
- Bayonne
- Cascade
- Conterra
- Doughboy
- Eli
- Hire
- Irwin
- Kennedy
- Leat
- Simeon
- Thatcher